# Renaldo and Clara
Renaldo and Clara è un film statunitense diretto ed interpretato da Bob Dylan.
Girato nel 1975, documenta la tournée concertistica della Rolling Thunder Revue, svoltasi fra l'autunno di quell'anno e la primavera del 1976.
Il film, che ebbe regolare distribuzione nel circuito cinematografico solo tre anni dopo, nel 1978, è incentrato quasi esclusivamente sulla prima parte di quel tour, ovvero sui concerti tenuti fra fine ottobre e dicembre del 1975.
Alcune sequenze costituiscono un esplicito omaggio alla letteratura ed alla poesia in particolare, come quelle in cui è descritta una visita alla tomba dello scrittore Jack Kerouac e altre che vedono autori impegnati in reading letterari (fra di essi vi è anche Allen Ginsberg, amico di Dylan da lunga data).

## Storia
La pellicola, che nella versione originale aveva una durata di quasi cinque ore (quattro per quella destinata al Regno Unito), fu inserita nella sezione Quinzaine des Réalisateurs del festival di Cannes 1978.
È articolata su tre piani che si intersecano in maniera a modo suo coerente e unitaria: 
- un piano di lettura vede Dylan mentre si esibisce in concerto, spesso con il volto mascherato o coperto di bianco quasi da essere reso irriconoscibile;
- un secondo piano concerne la parte "politica" del progetto filmico che fu già alla base del tour, ovvero la riabilitazione del pugilatore Ruben "Hurricane" Carter;
- una terza prospettiva filmica è quella strettamente legata alla fiction cinematografica con Bob Dylan nelle vesti del menestrello Renaldo e l'allora moglie Sara Dylan in quelle della sua compagna, Clara.

La sceneggiatura è firmata da Dylan che pure figura fra gli interpreti nel ruolo di Renaldo; quella che al tempo era la moglie del cantante, Sara, appare nella pellicola nel ruolo di Clara, mentre la cantante Joan Baez, recita la parte della Donna in bianco. Il cantante Ronnie Hawkins riveste a sua volta i panni di Bob Dylan.
Dylan coinvolse nel progetto il regista teatrale Jacques Levy (che aveva collaborato con lui per i testi di alcune canzoni dell'album Desire), Allen Ginsberg e un altro amico comune, il drammaturgo Sam Shepard, incaricato della stesura delle scene del film. Quanto del contributo di Shepard sia stato utilizzato nell'economia finale della pellicola non è dato sapere anche se lo scrittore-attore viene accreditato per quanto riguarda la sceneggiatura. Di certo l'esperienza gli servì per dare alle stampe tempo dopo una sorta di Diario di bordo con annotazioni tenute nel periodo delle riprese cinematografiche.

## Influenze
Ad influenzare Renaldo and Clara in maniera notevole - soprattutto nello stile e negli elementi scenici principali - è stato sicuramente il film francese del 1945 di Marcel Carné Les enfants du paradis (Amanti perduti).
Vi sono diverse similarità che uniscono le due pellicole: dal volto tinto di bianco del protagonista Dylan-Renaldo, al ricorrente uso di materiali floreali (ad esempio sui cappelli dei cantanti impegnati in concerto sul palcoscenico, ma non solo), la presenza di una Woman in White (una Donna in Bianco), le scene sul palcoscenico e nel backstage, il clima scenico dei dialoghi di entrambi i film.
Pur altrettanto evidente appare lo spirito cubista che pervade le due pellicole: uno stile che favorisce un approccio sotto diverse prospettive ottiche alle diverse caratterizzazioni principali.
Il carattere simbolista del film si può ben evincere in una sequenza che fa parte della sezione più drammaturgicamente collegata alla fiction cinematografica (e forse anche la più autobiografica).
La scena si svolge verso la fine del film in un camerino e vede protagonisti Dylan/Renaldo, Sara/Clara e Baez/Donna in Bianco. Quest'ultima osserva Renaldo e Clara che iniziano ad amoreggiare mentre fuori campo, molto in sottofondo ma sempre più udibile, i "veri" Dylan e Baez si odono cantare la canzone The Water Is Wide.
La Donna in Bianco tiene in mano una rosa rossa. Clara sembra non credere che la Donna in Bianco conosca Renaldo, ma resta di sasso quando vede che la donna legge una lettera che lui le ha scritto. Nel frattempo la canzone in sottofondo scandisce versi che ricordano come certi amori ormai logori svaniscano alle prime luci dell'alba.
Dylan/Renaldo è preso nel suo desiderio adulterino e si atteggia come un bambino colpevole sorpreso nella propria marachella. Sara/Clara e Baez/Donna in Bianco non sembrano meravigliarsi troppo della sua colpevolezza ma iniziano ugualmente ad interrogarlo. Egli dà risposte evasive e spiazzanti, simili a quelle che l'artista Dylan nella vita reale riserva ad esempio ai rappresentanti della stampa, ma ad un'esplicita osservazione di Clara/Sara («Odio le bugie») risponde laconicamente, seppur altrettanto esplicitamente: «Pure io».

## "Cast"
Il film costituisce una passerella per i più conosciuti motivi di Bob Dylan eseguiti in concerto nella prima parte della Rolling Thunder Revue, nell'autunno 1975.
Fra le canzoni che la pellicola presenta (molte delle quali incluse nell'album Desire) vi sono:
- Isis
- I Want You
- It Ain't Me Babe
- Knockin' on Heaven's Door
- Hurricane
- Romance in Durango
- One Too Many Mornings
- One More Cup of Coffee
- Sara
- Patty's Gone to Laredo
- Just Like a Woman
- A Hard Rain's A-Gonna Fall
- Sad-Eyed Lady of the Lowlands
- When I Paint My Masterpiece

Altri artisti propongono poi celebri brani del proprio repertorio:
- Chestnut Mare (Roger McGuinn)
- Diamonds and Rust (Joan Baez)
- Suzanne (Leonard Cohen)
- Need a New Sun Rising (Ronee Blakley)
- Salt Pork West Virginia (Ramblin' Jack Elliott)
- Kaddish (Allen Ginsberg)
- Cucurrucucu Paloma (Tomas Mendez)
- Time of the Preacher (Willie Nelson)

Molti degli artisti che parteciparono alla fortunata e celebre tournée della Rolling Thunder Revue (fra cui Ramblin' Jack Elliott, Arlo Guthrie, Ronee Blakley e la violinista Scarlet Rivera) sono presenti nel film, nel quale sono inclusi videoclip tratti dai concerti tenuti durante il tour frammisti a materiali documentari che raffigurano il pugile Rubin Carter, all'epoca al centro di una campagna di riabilitazione civile che vedeva Bob Dylan fra i principali promotori. Carter fu tra l'altro il soggetto principale della canzone Hurricane.
Il cantante David Blue appare in una sequenza in cui gioca a flipper e in un'altra in cui discute delle proprie esperienze di artista musicale "on the road".
Il film è ricordato anche per l'ultima apparizione pubblica registrata cinematograficamente da parte del cantautore Phil Ochs, ripreso a suonare in un club nell'ottobre 1975, quando la tournée stata per prendere il suo avvio. Ochs si suicidò sei mesi dopo.
Il cast al completo comprende, oltre a Bob (Renaldo) e Sara (Clara) Dylan e Joan Baez (la Donna in Bianco):
- Ronnie Hawkins: Bob Dylan
- Ramblin' Jack Elliott: Longheno de Castro
- Harry Dean Stanton: Lafkezio
- Bob Neuwirth: The Masked Tortilla
- Allen Ginsberg: The Father
- Mel Howard: Ungatz
- David Mansfield: The Son
- Jack Baran: The Truck Driver
- Helena Kallianiotes: se stessa
- Rubin Hurricane Carter: se stesso
- Anne Waldman: Sister of Mercy
- T-Bone Burnett: The Inner Voice
- Ronee Blakley: Mrs. Dylan
- David Blue: se stesso
- Roberta Flack: Guest Artist
- Arlo Guthrie: Mandolin Player
- Roger McGuinn: se stesso
- Denise Mercedes: se stessa
- Joni Mitchell: se stessa
- Scarlet Rivera: se stessa
- Luther Rix: The Drummer
- Mick Ronson: Security Guard
- Sam Shepard: Rodeo
- Steven Soles: se stesso
- Rob Stoner: se stesso
- Linda Thomases: se stessa
- Ruth Tyrangel: se stessa
- Howie Wyeth: se stesso
- Peter Orlovsky (non accreditato)

## Distribuzione e critica
Il film - che include una cover di Bob Dylan di People Get Ready, brano del 1965 degli Impressions - ha avuto una distribuzione tribolata e poche critiche positive, forse anche a causa di un montaggio non proprio riuscito.
La sua distribuzione iniziale nei cinematografi statunitensi fu di durata assai limitata. Dopo l'anteprima a New York e Los Angeles avvenuta il 25 gennaio 1978, le uniche altre città che si assicurarono la distribuzione del film furono Minneapolis, Boston, Kansas City e Pittsfield nel Maine (in questa località il film registrò un tutto esaurito nella prima settimana di programmazione), e Vancouver, in Canada.
Dylan si dedicò in seguito ad un nuovo montaggio della pellicola per una durata di due ore per essere posta nuovamente in distribuzione. La nuova versione più corta focalizzava maggiormente i momenti dei concerti, con tagli riguardanti soprattutto le scene di drammatizzazione della vicenda (spesso incentrate su lunghi dialoghi fra i protagonisti del film). Nonostante il basso profilo che gli garantiva una maggiore fortuna nella distribuzione, anche in tale versione il film non ebbe critiche positive né un particolare successo commerciale.
In Francia andò in distribuzione il 18 agosto 1979 mentre la prima visione televisiva della pellicola si ebbe in Finlandia il 28 agosto 1982.
Dopo alcuni passaggi televisivi su altre emittenti europee fra cui Channel 4, Dylan decise di ritirare la pellicola dalla distribuzione. Copie, realizzate da registrazioni televisive, hanno preso a circolare fra i collezionisti come cult movie.
Le parti del film originale che sono state invece distribuite ufficialmente si riferiscono ad estratti bonus per il DVD che accompagnava la distribuzione iniziale dell'album discografico The Bootleg Series Vol. 5: Bob Dylan Live 1975, The Rolling Thunder Revue, mentre ulteriori estratti del film compaiono nel video musicale di Dylan del 1991 della canzone Series of Dreams.